# Millepora laboreli
Millepora laboreli is een hydroïdpoliep uit de familie Milleporidae. De poliep komt uit het geslacht Millepora. Millepora laboreli werd in 2008 voor het eerst wetenschappelijk beschreven door Amaral. 